# ERPOSS
ERPOSS (kurz für Erprobung Open Source Software) ist eine eingestellte Debian-basierte Linux-Distribution des Bundesamts für Sicherheit in der Informationstechnik (BSI) für den Einsatz in der öffentlichen Verwaltung. Die Distribution wurde in Zusammenarbeit mit der Credativ GmbH aus Jülich entwickelt und als Behördendesktop vermarktet. Die Idee war es, die Voraussetzung für den Einsatz von Open-Source-Software in Behörden und Verwaltungen zu schaffen.
Im Wesentlichen wurde dabei Debian GNU/Linux|Debian Sarge um OpenOffice.org und KDE 3.3.2 erweitert. Die Installation war stark vereinfacht, und eine automatische Hardware-Erkennung ersetzte ein manuelles Editieren von vielen Konfigurationsdateien.
Andere Desktop-Oberflächen wie Gnome oder Window Maker fehlten, um die Distribution für die leichte Einrichtung von einheitlichen PCs mit grafischer Benutzeroberfläche, Webbrowser (Firefox) und OpenOffice.org-Büro-Software anwendbar zu machen.
Das Projekt wurde im Jahr 2008 vom BSI für „veraltet“ erklärt und wird nicht mehr weitergeführt.

## Systemvoraussetzungen von ERPOSS 3
- x86-kompatibler Prozessor der 486-Generation oder besser
- Mindestens 128 MB Arbeitsspeicher
- Bootfähiges CD-ROM-Laufwerk
- Serielle, PS/2- oder USB-Maus

## Besonderheiten von ERPOSS 4
- Verschlüsselung des Dateisystems (nur Installations-CD)
- Vorkonfigurierte und aktivierte Personal-Firewall
- E-Mail-Software KMail mit integriertem Viren- und Spamschutz sowie Verschlüsselung
- Vorkonfiguration zur Teilnahme an der Verwaltungs-PKI